# Possum (réseau)
Pour les articles homonymes, voir Possum.
Le réseau Possum (Possum line en anglais), était un réseau clandestin franco-belge de résistance au nazisme pendant la Seconde Guerre mondiale dont l'objectif était l'exfiltration de pilotes alliés tombés en territoire occupé. Fondé en 1943, il a été démantelé par les Allemands en 1944.

## Mission Martin
Le 15 juillet 1943, l'opérateur radio canadien Conrad Lafleur et le commandant Edgard Potier (Martin) sont parachutés en Belgique près de Suxy dans le cadre de la mission martin en vue de mettre sur pied un réseau aérien d'exfiltration de pilotes alliés tombés en territoire occupé : le réseau Possum. Une note de 1943 de la sureté de l'État belge en exil à Londres décrit la mission:

« Missions Principales :
Martin et son radio, sujet canadien, seront rendus sur le terrain en parachute.
Sa mission consiste à :
1. Organiser dans les Ardennes belges la récupération des RAF échappés aux Allemands
2. Organiser des terrains pour les évasions par Air, dans le Nord de la France.
3. Organiser des lignes d'évacuation des Ardennes belges vers les terrains pour les évasions par « air ».
4. Organiser des gîtes où les RAF détectés ou en attente d'être évacués, pourront y séjourner quelques jours en sécurité et où ils trouveront des vivres, vêtements etc.
5. Établir de faux documents d'identité permettant aux RAF à évacuer de se rendre d'un point à un autre parfaitement en règle du point de vue circulation.

Dès que les évasions seront possibles, il en informera le HQ de Londres.
Les liaisons se feront par radio entre le HQ de Londres et lui et les évacuations ne seront faites qu'après accord par radio ou BBC avec autorités compétentes de Londres et lui.
Secondaire :
1. Établir une ou des lignes d'évasion de secours vers Saint Sébastien ou Barcelone »

## Le réseau
Le réseau, étroitement lié au Réseau Comète, fut opérationnel à l'automne 1943. Il permettait aux alliés de regagner l'Angleterre par avion, des Westland Lysander. Le 28 décembre 1943, tandis qu'Edgard Potier est remplacé par Georges d'Oultremont, le temps d'un voyage à Londres, Conrad Lafleur est surpris en pleine transmission par des policiers allemands. Il tue l'un d'entre eux, en blesse deux autres et parvient à s'échapper,.
Entre août et décembre 1943, trois opérations furent conduites avec succès et permirent de rapatrier 11 membres d'équipage et un agent du SOE. Il s'agit des opérations :
- Brasenose la nuit du 13 au 14 septembre 1943
- Magdalen I la nuit du 7 au 8 novembre 1943
- Magdalen II la nuit du 16 au 17 novembre 1943

L'organisation apporta également son aide pour un sauvetage permettant à des alliés de regagner les côtes britanniques en novembre 1943. L'opération avait été montée par le réseau Jade-Fitzroy.
- Envious II (B) la nuit du 1 au 2 décembre 1943
- Felicitate II la nuit du 25 au 26 décembre 1943

La Possum line consistait à acheminer les candidats à l'exfiltration depuis les safe-houses de Paris vers l'Angleterre au travers du réseau Comète par voie aérienne ou maritime. Ces organisations étaient complémentaires de bien des manières. Bien qu'aucune données exhaustive n'existent, on estime le nombre de personnes secourues par Possum à 60-70 aviateurs.
Edgard Potier, arrêté à son tour, sera tout d'abord conduit à la prison de Fresnes à Paris. On le ramena ensuite à Reims où il fut sévèrement torturé, ce qui le conduisit au suicide le 11 janvier 1944. Les arrestations se poursuivant dans la région de Reims, le réseau fut entièrement démantelé par les Allemands. Sur la septantaine de membres que comportait le réseau Possum, 60 furent arrêtés et déportés, dont moins de la moitié revinrent.